# 萧阿剌
蕭阿剌（？—1061年），字阿里懶。辽国外戚。汉名知足。契丹人。北院枢密使萧孝穆的儿子，辽道宗的舅舅。

## 生平
幼年时养在宮中，受到辽兴宗喜愛。重熙六年（1037年），为弘义宫使。累進同知北院枢密使，加同中書門下平章事，出任東京留守。重熙二十一年（1052年）为西北路招讨使，封西平郡王。娶秦晋国王耶律隆庆女，拜驸马都尉。
清寧元年（1055年），奉兴宗遗诏，辅佐辽道宗即位，为北府宰相、权知南院枢密使事。进封韩王。清宁二年（1056年），转任北院枢密使，徙封陳王，和萧革一起主持国政。蕭革谄佞，处事不法，萧阿剌和他争执不能胜出，于是请求告病归家。辽道宗不满，给人他东京留守。会例入朝行瑟瑟礼（乞雨射柳儀式），蕭阿剌力陈时政得失。蕭革于是中傷萧阿剌。道宗被激怒，清宁七年（1061年）五月，缢杀阿剌。皇太后蕭撻里欲救蕭阿剌未及，哭着说：“阿剌何罪而遽见杀？”厚葬於辽乾陵赤山（今辽宁北镇西南）。
蕭阿剌忠实明实務，有行政才能。当時人说萧阿剌如果活着，不会有耶律重元之乱、耶律乙辛之乱。

## 子
- 长子：蕭別里剌（趙王），妻漆水郡夫人、辽水郡夫人、燕国夫人耶律氏
  - 孙：萧酬斡（酬窝），萧德温长子，妻越国公主、辽道宗季女耶律特里
  - 孙女：道宗惠妃萧坦思，萧德温之女
  - 孙女：道宗妃萧斡特懒，萧德温之女
- 次子：萧余里也（萧德良），妻郑国公主、齐国公主、齐国长公主、辽兴宗仲女耶律斡里太
- 三子：萧德恭，妻耶律氏，漆水郡夫人，北王府提不里太师之女
  - 孙：萧莹（善光），萧德恭子，妻郑国公主、韩国公主耶律氏，辽兴宗仲子耶律和鲁斡之女
  - 孙女：魏国妃萧姚哥，萧德恭女，适耶律淳
- 四子：萧德俭，妻耶律氏，漆水郡夫人、越国夫人
- 五子：萧德让（萧末），妻郑国公主、魏国公主辽道宗长女耶律撒葛只

## 延伸阅读
[在维基数据编辑]
 《遼史·卷90》，出自脱脱《遼史》